# Coppa Agostoni 2003
La Coppa Agostoni 2003, cinquantasettesima edizione della corsa, si svolse il 20 agosto 2003 su un percorso di 199,5 km. La vittoria fu appannaggio dell'italiano Francesco Casagrande, che completò il percorso in 4h56'22", precedendo i connazionali Cristian Moreni e Oscar Mason.

## Ordine d'arrivo (Top 10)
| Pos. | Corridore            | Squadra                  | Tempo    |
| ---- | -------------------- | ------------------------ | -------- |
| 1    | Francesco Casagrande | Lampre                   | 4h56'22" |
| 2    | Cristian Moreni      | Alessio                  | a 1'27"  |
| 3    | Oscar Mason          | Vini Caldirola-So.Di.    | s.t.     |
| 4    | Massimo Giunti       | Domina Vacanze-Elitron   | s.t.     |
| 5    | Marcel Strauss       | Team Gerolsteiner        | s.t.     |
| 6    | Jaroslav Popovyč     | Landbouwkrediet-Colnago  | s.t.     |
| 7    | Bo Hamburger         | Formaggi Pinzolo Fiavé   | a 2'22"  |
| 8    | Luca Mazzanti        | Ceramiche Panaria-Fiordo | s.t.     |
| 9    | Heiko Szonn          | Flanders-IteamNova.com   | s.t.     |
| 10   | Alessandro Bertolini | Alessio                  | s.t.     |